# Северный Типперэри
Северный Типперэри (Северный Ридинг; англ. North Tipperary; ирл. Tiobraid Árann Thuaidh) — графство на юге Ирландии. С 2014 входит в состав исторического графства Типперэри в провинции Манстер на территории Республики Ирландии. Столица — Нина. Население 61 тыс. человек (2002). Площадь территории 2046 км².

## Физико-географическая характеристика
Графство расположено на юге Ирландии в долине между реками Шаннон, Шур и озером Лох-Дерг. Вместе с Южным Типперэри оно входит в состав исторического одноименного графства. На севере и северо-западе проходит административная границы с графствами Голуэй и Клэр, на западе с Лимериком, а на востоке — с Лиишь.

## История
Графство Типперэри было образовано в 1898 году, получив статус муниципального округа, хотя отдельные суды присяжных здесь существовали еще с 1838 года. Тем не менее, историческое графство Типперэри являлось одним из первых ирландских графств и появилось в XIII веке. В результате разделения территории на несколько административных единиц в развитии региона прослеживается некоторая культурная самобытность и свой путь социально-экономического развития.

## Экономика

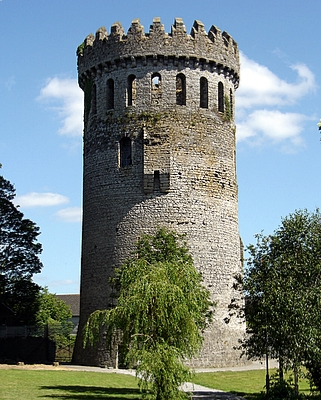
Башня в столице графства, городе Нина

Основная отрасль экономики графства — сельское хозяйство, а в особенности, коневодство и молочное скотоводство. Здесь исторически занимаются разведением породистых лошадей, чему способствуют большие пастбищные угодья, именуемые «Золотой долиной». Кроме того, в Типперэри развито овощеводство и выращивание зерновых культур.
Близ деревни Баллингерри находятся угольные шахты, работающие уже более двух веков.
Северная окраина региона, которая выходит к реке Шаннон и озеру Лох-Дерг ориентируется на рыболовство и туристическую отрасль.
Благодаря географическому положению и национальному шоссе N7 между Северным Типперэри и графством Лимерик имеются тесные экономические связи. Это общий рынок сбыта продукции, обмен трудовой силой и совместные предприятия. Значительное количество жителей графства работают в соседнем Лимерике.

## Транспорт
Основная транспортная артерия графства — шоссе национального значения N7 (Лимерик — Дублин), которое пересекает регион с запада на восток. Также здесь присутствует железнодорожная ветка (Лимерик — Роскри).

## Достопримечательности
- Замок Ормонд
- Замок Рэдвуд